# Gino Costa Silva
Gino Paolo Costa Silva (Viña del Mar, 1 de marzo de 1987) es un periodista y conductor de televisión chileno. 

## Biografía

### Primeros años y estudios
Nacido el 1 de marzo de 1987 en Viña del Mar,realizó sus estudios primarios y secundarios en el Colegio Saint Dominic de dicha ciudad,para luego continuar con sus estudios superiores en Periodismo en la Pontificia Universidad Católica de Valparaíso, de donde egresó y se tituló de periodista con la tesis «Plan periodístico para potenciar la marca MEGA en el ámbito de la televisión digital en Chile».

### Carrera profesional
Realizó su práctica profesional en el canal de televisión UCV TV, donde luego debutó en la pantalla como notero en el noticiario UC TV Noticias.Posteriormente, en 2010, se mudó a Santiago tras ser contratado por el Departamento de Prensa de MEGA. En 2012 fue contactado vuelve a cambiarse de casa televisiva, siendo contratado por Televisión Nacional de Chile (TVN),  trabajando como notero del matinal Buenos dias a todos. En julio de 2017, debutó como conductor haciendo un reemplazo en el programa televisivo junto a María Luisa Godoy,hasta que fue sucedido por Gonzalo Ramírez; luego tomó nuevamente la conducción como reemplazo en una coconducción con Yamila Reyna, luego de la salida de Godoy. Asimismo, durante su trayectoria en el canal estatal tomó la conducción del programa cultural Buen Finde, en reemplazo de Mauricio Pinilla y Karen Doggenweiler.En 2019 fue panelista de Échale la culpa a Viña, un programa satélite del Festival de Viña del Mar de ese año. Entre noviembre y diciembre, condujo No culpes a la noche junto a Camila Stuardo y Andrés Vial, tras el cambio de formato televisivo a debates políticos y cabildos debido a las protestas iniciadas en octubre.
En 2020 condujo el docurreality de viajes Próxima parada, para al año siguiente conducir Un lugar en el tiempo, un programa con la misma temática dentro de ciudades de Chile.
Tras 12 años en TVN, Costa renunció para sumarse como periodista y conductor de Chilevisión, lugar donde trabaja actualmente.

## Premios y nominaciones
- Premio Copihue de Oro 2019: Mejor Panelista o Notero.[12]

## Vida personal
Costa es abiertamente gay. En febrero de 2023, salió del armario como hombre homosexual,haciendo pública su relación afectiva con el tecnólogo médico y máster en investigación médica, Miguel Ángel Campos.